# Окулесика

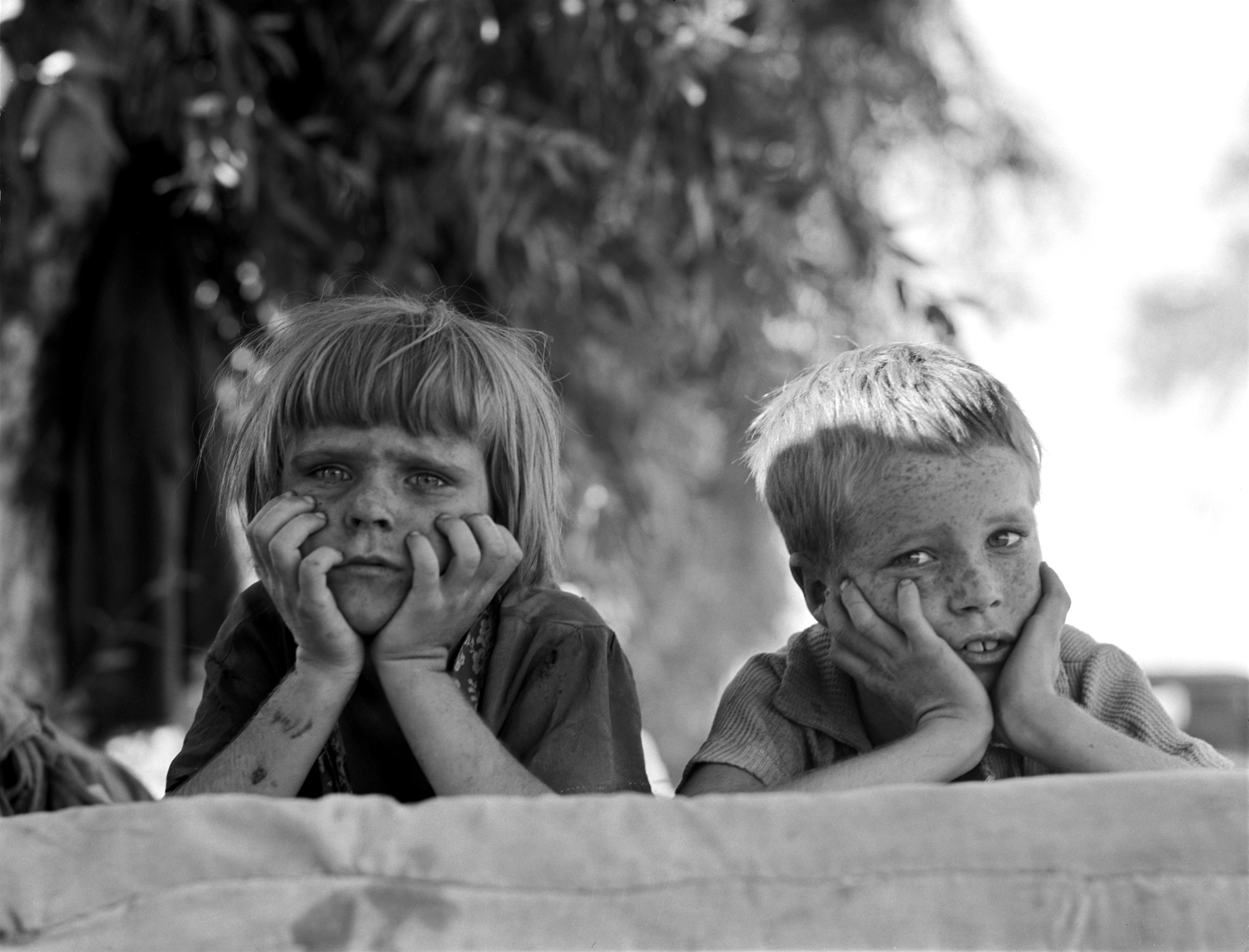
Зрительный контакт

Окулесика (англ. oculesics от лат. oculus — глаз) — исследование зрительного контакта, поведения глаз. Будучи неотъемлемой частью мимики, передаёт информацию синхронно с другими частями лица.

## Общее определение
Окулесика изучает поведенческие аспекты глаз и использование взгляда в качестве способа невербальной коммуникации. Глаза могут передавать доминирование, подчинение, вовлечённость, отстранённость, позитивное или негативное впечатление. Например, люди высокого статуса чаще стремятся первыми установить зрительный контакт, когда коммуниканты низкого статуса смотрят в глаза собеседнику, когда слушают, а не когда говорят.

Окулесика может трансформироваться под влиянием этнических особенностей коммуникации, так как глаза — важный орган в физиологическом, психологическом, социальном, религиозном и сексуальном отношениях. Каждая культура и каждый народ вырабатывают типовые модели глазного поведения и стереотипные языковые способы говорить о них. Правила этикетного глазного поведения, например, строго регулируют и запрещают определённые взгляды. Например, в американской культуре не следует избегать взгляда, но также недопустимо разглядывать другого человека. Если речь идёт о пуэрто-американцах и американцах мексиканского происхождения, то опущенный взгляд говорит об уважении.
Взгляд участвует в процессе формирования высказывания: при оформлении мысли человеку свойственно смотреть в «пространство», но в конце он смотрит на собеседника, что говорит о том, что мысль с трудом поддаётся вербализации.

## Типология
Согласно исследованиям лингвиста Григория Крейдлина, в окулесике выделяют несколько основных видов глазного поведения людей в диалоге:
- «односторонний взгляд» (англ. one-sided look) — взгляд одного человека на другого (но не на лицо);
- «взгляд в лицо» (англ. face gaze) — взгляд одного человека на лицо другого;
- «прямой взгляд <в глаза>» (англ. direct <еуе> gaze);
- «совместный взгляд» (англ. mutual gaze) — взгляд партнёров друг другу в лицо;
- «контакт глаз», или «визуальный контакт» (англ. eye contact) — оба партнёра осознанно смотрят в глаза друг друга (ср. русское переглядываться);
- «избегание взгляда» (англ. gaze avoidance) — ситуация, когда один из участников диалога (или оба) стремится избежать взгляда в глаза со стороны собеседника;
- «пропуск взгляда» (англ. gaze omission) — не имея явного намерения избежать контакта глаз, не смотреть на партнёра.

## Критика
Критика теорий о невербальных коммуникациях особенно остро возникала в связи с практиками разработанного в 1960-х и 1970-х годах нейролингвистического программирования (НЛП) в психотерапии. Критики поднимали вопросы о неэффективности и неэтичности использования НЛП. Многие утверждают, что НЛП преимущественно является мошенничеством. Например, психолог Майкл Корбаллис заявляет, что авторы НЛП умышленно создали впечатление научной респектабельности, так как на самом деле «НЛП имеет мало общего с нейрологией, лингвистикой или даже респектабельной поддисциплиной нейролингвистикой».